# Mastigimas ernstii
Mastigimas ernstii är en insektsart som först beskrevs av Schwarz 1899.  Mastigimas ernstii ingår i släktet Mastigimas och familjen Carsidaridae.
Artens utbredningsområde är Venezuela. Inga underarter finns listade i Catalogue of Life.